# Susan Solomon
Susan Solomon   (Chicago, 19 de gener de 1956) és una química atmosfèrica, que ha treballat durant la major part de la seva carrera per a l'Administració Nacional Oceànica i Atmosfèrica. El 2011, Susan Solomon es va incorporar a l'Institut Tecnològic de Massachusetts, on exerceix de professora Ellen Swallow Richards de ciències del clima i química atmosfèrica. El treball de Solomon va ser el primer a proposar el mecanisme de reacció del radical lliure dels clorofluorocarburs com una causa factible del forat d'ozó antàrtic i als anys vuitanta va dirigir expedicions a l'Antàrtida per recollir proves que avalessin aquesta hipòtesi.
Solomon és membre de l'Acadèmia Nacional de Ciències, l'Acadèmia Europea de Ciències, i l'Acadèmia de Ciències de França. El 2008 va ser seleccionada per la revista Time com una de les 100 persones més influents al món. També exerceix al Consell de ciència i seguretat del Butlletí de Científics Atòmics.

## Biografia
El seu interès per la ciència va començar com una nena que veia El Món Subaqüàtic de Jacques Cousteau. A l'Institut d'ensenyament mitjà, va ser tercera en una fira de ciència nacional, amb un projecte que va mesurar el percentatge d'oxigen en una mescla de gasos.
Es va llicenciar en química per l'Institut de Tecnologia d'Illinois el 1977. Va rebre el seu doctorat en química per la Universitat de Califòrnia, Berkeley, el 1981, i es va especialitzar en química atmosfèrica.
Es va casar amb Barry Sidwell el 1988.

### Obra

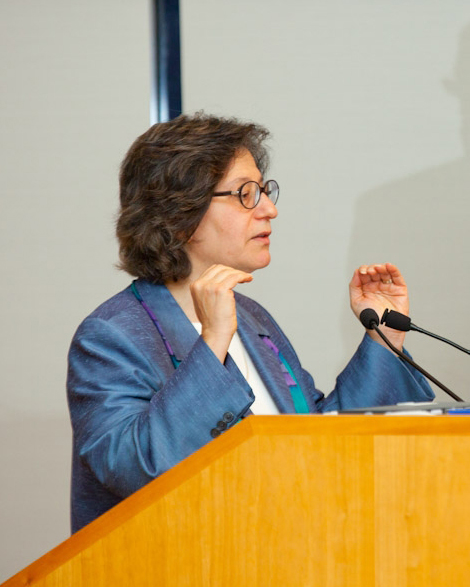
Susan Solomon, 2010

Va ser directora del Grup de Química i Processos del Clima de l'Administració Nacional Oceànica i Atmosfèrica, Divisió de Ciències Químiques, fins al 2011, any en el qual s'uneix a la Facultat del Departament de Terra, Ciències Atmosfèriques i Planetàries a l'Institut de Tecnologia de Massachusetts.

#### Llibres
- La Marxa més freda: la fatal expedició antàrtica d'Scott, Yale Premsa Universitària, 2002 ISBN 0-300-09921-5 - Descriu la història del capità Robert Falcon Scott i la seva fallida expedició antàrtica el 1912, realitzant a més una comparació entre dades meteorològiques modernes i les que va experimentar l'expedició d'Scott, en un intent d'aclarir les raons de la defunció de la partida polar d'Scott.
- Aeronomía de l'atmosfera mitjana: Química i Física de l'Estratosfera i Mesosfera, 3.ª Edició, Salmer, 2005 ISBN 1-4020-3284-6 - Descriu la química i física de l'atmosfera mitjana, entre els 10 km i els 100 km d'altitud.

#### El forat de la capa d'ozó
Solomon, treballant amb col·legues al NOAA, va postular que el mecanisme del forat d'ozó antàrtic era creat per una reacció heterogènia d'ozó i radicals lliures de clorofluorocarburs a la superfície de les partícules de gel en núvols alts sobre l'Antàrtida. El 1986 i 1987, Solomon va dirigir l'Expedició Nacional d'Ozó a l'Estret de McMurdo, on l'equip va reunir evidències per confirmar les reaccions accelerades. Solomon era la líder en solitari de l'expedició i l'única dona de l'equip. El seu equip va mesurar nivells d'òxid de clor cent vegades més alts que els esperats a l'atmosfera, els quals havien estat alliberats per la descomposició de clorofluorocarburs per radiació ultraviolada.
També va mostrar que els volcans podrien accelerar les reaccions causades per clorofluorocarburs, augmentant el dany a la capa d'ozó. El seu treball va acabar conformant la base del Protocol de Montreal de l'ONU, un acord internacional per regular substàncies químiques nocives i protegir així la capa d'ozó.

#### Grup Intergovernamental d'Experts sobre el Canvi Climàtic
Solomon va servir al Grup Intergovernamental d'Experts sobre el Canvi Climàtic. És coautora del Tercer Informe de Valoració. També va ser copresidenta del Grup de treball I per al Quart Informe de Valoració.

## Premis
- 2015 – Doctorat honoris causa per la Universitat de Brown.
- 2013 – Premi Vetlesen pel seu treball en el forat d'ozó.
- 2012 – Premi Fundació BBVA Fronteres del Coneixement a la categoria de Canvi del Clima.
- 2010 – Medalla de Servei als Estats Units, atorgada per la Societat per al Servei Públic.
- 2009 – Premi Volvo del Medi ambient, atorgat per la Reial Acadèmia de les Ciències de Suècia.
- 2009 – Ingrés al Saló de la Fama Nacional de les Dones.
- 2008 – Gran Medalla de l'Acadèmia Francesa de Ciències.
- 2007 – Medalla William Bowie, atorgada per la Unió Americana de Geofísica.
- 2007 – Nobel de la Pau, juntament amb els altres membres del Grup Intergovernamental d'Experts sobre el Canvi Climàtic (IPCC), 'pels seus esforços per a construir i difondre un major coneixement sobre el canvi climàtic'; compartit amb Al Gore.
- 2006 – Ingrés al Saló de la Fama de les Dones de Colorado.
- 2004 – Premi de Planeta Blau, atorgat pel Asahi Glass Fundation.
- 2000 – Carl-Gustaf Rossby Medalla de Recerca, atorgat per la Societat Meteorològica americana
- 1999 – Medalla Nacional de Ciència, atorgat pel President dels Estats Units
- 1994 – Glacera de Solomon (78° 23′ S, 162° 30′ E / 78.383°S,162.500°E), una glacera antàrtica anomenada amb el seu nom en honor seu.
- 1994 – Coll de Solomon (78° 23′ S, 162° 39′ E / 78.383°S,162.650°E), un pas nevat antàrtic situat a 1850 metres d'altura, anomenat amb el seu nom en honor seu.
- 1991 – Premi Henry G. Houghton de recerca en meteorologia física, atorgat per la Societat Meteorològica Nord-americana.